# Kayaba Ka-1
Le Kayaba Ka-1 était un autogire japonais de reconnaissance et d'observation d'artillerie ayant effectué son service actif pendant la Seconde Guerre mondiale. Il assura également un rôle secondaire d'avion de patrouille maritime, en étant utilisé pour des missions de repérage de sous-marins au large des côtes japonaises.

## Conception et développement
L'armée impériale japonaise développa le Ka-1 pour des missions de reconnaissance, d'observation d'artillerie et de lutte anti-sous-marine, en se basant sur un Kellett KD-1A, qui avait été importé au Japon en 1939 mais avait été endommagé au-delà du réparable juste après son arrivée sur le territoire. La Kayaba Industry fut chargée par l'armée japonaise de développer une machine similaire, et un premier prototype prit l'air le 26 mai 1941. L'appareil fut initialement développé comme plateforme d'observation et pour du marquage d'artillerie. L'armée japonaise apprécia beaucoup les capacités de décollage très court de l'appareil — seulement 30 m de course — et ses faibles besoins en maintenance. La production démarra en 1941 et les premiers autogires furent affectés à des unités d'artillerie pour du repérage, alors utilisés par un pilote et un observateur d'artillerie.
Le Ka-1 prototype, qui n'était essentiellement rien d'autre qu'un Kellett KD-1A réparé et équipé d'un moteur Argus As 10C de 240 ch, partageait de nombreuses ressemblances avec le Focke-Wulf Fw 61, qui avait volé en 1936, mais il ne fut produit qu'à une vingtaine d'exemplaires. La production continua avec le Ka-2, propulsé par un moteur à 7 cylindres en étoile Jacobs L-4MA-7, similaire à celui du Kellet KD-1. Pendant la production, un manque de composants cruciaux pour les rotors et les moteurs mena à d'importants retards de livraison.
Un total de 98 cellules de Ka-1 et Ka-2 avaient été assemblées à la fin de la guerre, dont douze furent détruites avant d'avoir été livrées à l'armée japonaise, et une trentaine ne reçurent jamais de moteur. Environ 50 appareils furent livrés à l'armée japonaise, mais seulement trente furent réellement déployés. Certaines sources affirment que 240 exemplaires auraient été produits, mais ce chiffre ne peut pas être confirmé.

## Carrière opérationnelle
Le premier Ka-1 (le KD-1A réparé) décolla pour la première fois de l'aérodrome de Tamagawa le 26 mai 1941. Les tests menés après par l'armée japonaise démontrèrent d'excellentes performances. Initialement, il était prévu d'envoyer le Ka-1 faire des repérages pour les unités d'artillerie basées sur le territoire principal de la Chine, mais le changement du cours de la guerre sur ce théâtre d'opérations rendit ces plans caducs. À la place, quelques Ka-1 furent envoyés aux Philippines pour y effectuer des missions de liaison en remplacement des Kokusai Ki-76. Après quelque temps, l'armée impériale japonaise décida finalement de la meilleure utilisation qui pouvait être faite de ces appareils uniques, et la majorité des Ka-1 et Ka-2 furent affectés à des rôles d'avions de patrouille anti-sous-marine (ASM). L'entraînement des pilotes pour ces missions particulières démarra en juillet 1943, avec un premier groupe de dix pilotes obtenant leur diplôme en février 1944, suivis par un autre groupe de quarante pilotes en septembre 1944.
À l'origine, le plan était de déployer les Ka-1/Ka-2 à partir de navires cargos pour repérer les sous-marins ennemis, mais ces navires se montrèrent finalement trop étroits pour être utiles en opérations. Par conséquent, l'unité de Ka-1/Ka-2 fut affectée au porte-avions d'escorte Akitsu Maru à partir du mois d'août 1944 et jusqu'à sa perte, en novembre 1944. À partir du 17 janvier 1945, les patrouilles ASM reprirent depuis un aérodrome situé sur l'île d'Iki, avec une base de réparations et maintenance située dans la préfecture de Fukuoka. Les patrouilles ASM débutèrent également, à partir de mai 1945, depuis le terrain d'Izuhara, sur l'île de Tsu-shima. Ces missions aidèrent à protéger l'une des dernières lignes maritimes japonaises entre les ports de Fukuoka et Pusan. Finalement, des avions en provenance de porte-avions américains commencèrent à apparaître, même dans le détroit de Tsu-shima, et les unités de Ka-1/Ka-2 furent relocalisées sur la base de Nanao, sur la péninsule de Noto, en mer du Japon, opérant depuis cette base jusqu'à la fin de la guerre. Les Ka-1/Ka-2 ne coulèrent directement aucun sous-marin pendant le conflit, mais ils inspiraient toutefois une grande confiance pour diffuser des alertes relatives à la présence de sous-marins dans les eaux japonaises.

## Utilisateurs
- Empire du Japon :
  - Service aérien de l'Armée impériale japonaise.